# فینال جام حذفی فوتبال انگلستان ۲۰۱۶
فینال جام حذفی فوتبال انگلستان ۲۰۱۶ رقابت پایانی جام حذفی فوتبال انگلستان در سال ۲۰۱۶ میلادی است که مابین دو تیم منچستر یونایتد و کریستال پالاس در ورزشگاه ومبلی لندن برگزار شده است.
این مسابقه که در تاریخ ۲۱ مه ۲۰۱۶ انجام شده است با نتیجه ۲ بر ۱ به سود تیم باشگاه فوتبال منچستر یونایتد به پایان رسید.
منچستر یونایتد آخرین بار در سال ۲۰۰۴ میلادی در ورزشگاه میلنیوم قهرمان این جام شده بودند، هم‌اکنون با ۱۲ قهرمانی در انگلستان به همراه باشگاه فوتبال آرسنال رکورددار هستند.
همچنین این اولین قهرمانی منچستر یونایتد به سرمربی‌گری فان خال پس از دوران  سر الکس فرگوسن می‌باشد.

## جزئیات مسابقه
| کریستال پالاس    | ۱–۲ (و.ا.) | منچستر یونایتد                  |
| ---------------- | ---------- | ------------------------------- |
| جیسون پانچین ۷۸' | گزارش      | خوان ماتا ۸۱' · جس لینگارد ۱۱۰' |